# Åsasjön, Västergötland
Åsasjön är en sjö i Tranemo kommun i Västergötland och ingår i Ätrans huvudavrinningsområde.